# Бильцингслебен
Бильцингслебен (нем. Bilzingsleben) — община в Германии, в земле Тюрингия.
Входит в состав района Зёммерда. Подчиняется управлению Киндельбрюк. Население составляет 740 человек (на 31 декабря 2010 года). Занимает площадь 16,79 км².
Община подразделяется на 2 сельских округа.

## Палеоантропология и археология
- Человеческие костные останки из местонахождения Бильцингслебен[англ.] вида Homo heidelbergensis или Homo erectus датируются возрастом 350—410 тыс. лет[3]
- Возраст гравировок из Бельцингслебена оценивается примерно в 400 тыс. лет назад[4][5]